# Ray Mercer
Ray Mercer, född 4 april 1961 i Jacksonville i Florida, är en amerikansk boxare som tog OS-guld i tungviktsboxning 1988 i Seoul. Mercer har även tävlat i kickboxning och Mixed martial arts.